# Daniel F. Miller
Daniel Fry Miller (* 4. Oktober 1814 in Cumberland, Maryland; † 9. Dezember 1895 in Omaha, Nebraska) war ein US-amerikanischer Politiker. Zwischen 1850 und 1851 vertrat er den Bundesstaat Iowa im US-Repräsentantenhaus.

## Werdegang
Im Jahr 1816 zog Daniel Miller mit seinen Eltern in das Wayne County in Ohio. Dort besuchte er die öffentlichen Schulen. Später war er dort auch als Lehrer tätig. Außerdem arbeitete er in dem Ort Wooster im Zeitungsgeschäft. Im Jahr 1830 zog er nach Pittsburgh in Pennsylvania. Dort arbeitete er als Ladenangestellter. Nach einem Jurastudium und seiner im Jahr 1839 erfolgten Zulassung als Rechtsanwalt begann er in Fort Madison im Iowa-Territorium in seinem neuen Beruf zu praktizieren.
Miller war Mitglied der Whig Party und wurde 1840 in das territoriale Repräsentantenhaus gewählt. Bei den Kongresswahlen des Jahres 1848 unterlag er im ersten Wahlbezirk von Iowa dem Amtsinhaber William Thompson von der Demokratischen Partei. Da es bei den Wahlen aber zu Unregelmäßigkeiten gekommen war, erhob Miller gegen den Wahlausgang Widerspruch. In der Zwischenzeit wurde das umstrittene Mandat von Thompson ausgeübt. Am 29. Juni 1850 wurden die Wahlen für ungültig und der Abgeordnetensitz für vakant erklärt. Gleichzeitig wurden Sonderwahlen für dieses Mandat ausgeschrieben. Dabei setzte sich Miller gegen Thompson durch. Damit konnte er zwischen dem 20. Dezember 1850 und dem 3. März die Legislaturperiode im Kongress beenden.
Nach seiner kurzen Zeit im Repräsentantenhaus arbeitete Daniel Miller wieder als Rechtsanwalt. Nach der Auflösung seiner Partei in den 1850er Jahren wurde er Mitglied der Republikaner. Im Jahr 1856 war er einer von deren Wahlmännern bei den Präsidentschaftswahlen. Dabei stimmte er für John Charles Frémont, der aber gegen den Demokraten James Buchanan verlor. Im Jahr 1859 war Miller Bürgermeister von Fort Madison. Danach zog er nach Keokuk, wo er weiterhin als Anwalt praktizierte. Im Jahr 1860 bewarb er sich erfolglos um eine Richterstelle am Obersten Gerichtshof von Iowa. 1873 wurde er Bürgermeister von Keokuk; 1894 wurde Miller dann noch einmal im Alter von fast 80 Jahren in das Repräsentantenhaus von Iowa gewählt. Im folgenden Jahr zog er nach Omaha in Nebraska, wo er im Dezember 1895 verstarb.